# Gentiana viatrix
Gentiana viatrix là một loài thực vật có hoa trong họ Long đởm. Loài này được Harry Sm. ex C.Marquand mô tả khoa học đầu tiên năm 1937.